# Ciawigajah
Ciawigajah is een bestuurslaag in het regentschap Cirebon van de provincie West-Java, Indonesië. Ciawigajah telt 5599 inwoners (volkstelling 2010).